# Öppet förhållande
Med ett öppet förhållande menas ett kärleksförhållande där parterna är fria att ha sexuella förbindelser och vara intima med andra utanför relationen, utan att betrakta det som otrohet. Bland många kända exempel finns Jean-Paul Sartre (fransk författare) och Simone de Beauvoir (fransk författare och feminist) som hade ett sådant livslångt förhållande, liksom Artur Lundkvist (svensk författare) och Maria Wine (svensk författare), och Oscar Wilde (irländsk författare) och Lord Alfred Douglas (engelsk poet).
Polyamori kallas det om parterna även accepterar kärleksförhållanden till en eller flera andra personer.